# Elecciones vicepresidenciales de Ecuador de 2005
La elección realizada el 5 de mayo de 2005 por el Congreso Nacional luego de la asunción del vicepresidente Alfredo Palacio a la presidencia luego del derrocamiento de Lucio Gutiérrez. 

## Candidatos
Los candidatos fueron presentados por ternas del presidente Palacio para la deliberación del Congreso.
| Partido       | Vicepresidente            | Cargos Previos                                                       | 1.ª Votación | 2.ª Votación |
| ------------- | ------------------------- | -------------------------------------------------------------------- | ------------ | ------------ |
| Independiente | Alejandro Serrano Aguilar | Alcalde de Cuenca (1970 - 1977)                                      | 38           | 63           |
| Independiente | Berenice Cordero Molina   | Directora del Instituto Nacional del Niño y la Familia (1996 - 1998) | 30           | 15           |
| Independiente | Mae Montaño Valencia      | Gerente de la Autoridad Portuaria de Esmeraldas (1998 - 2000)        | 3            | -            |
| Abstenciones  | Abstenciones              | Abstenciones                                                         | 21           | 14           |